# Le Ponthou
Le Ponthou è un comune francese di 170 abitanti situato nel dipartimento del Finistère nella regione della Bretagna.

## Società

### Evoluzione demografica
Abitanti censiti